# Беллвуд, Памела
Памела Беллвуд (англ. Pamela Bellwood; род. 16 июня 1951, Нью-Йорк, Нью-Йорк) — американская актриса. Наиболее известна по роли Клаудии Бэрроуз Блейсдел Кэррингтон в длительной прайм-тайм мыльной опере «Династия». Она снималась в шоу с 1981 по 1986 год и в 2006 году появилась вместе с другими актёрами в специальном телешоу-воссоединении.
Беллвуд также снялась в фильмах «Аэропорт 77», «Невероятно уменьшившаяся женщина», «Ангар 18» и «Ужас подземелья». Кроме этого она появилась во множестве других сериалов, таких как «Рода», «Баретта», «Она написала убийство» и «Сумеречная зона».

## Частичная фильмография
- 1977 — Аэропорт 77 / Airport '77
- 1980 — Ангар 18 / Hangar 18
- 1981 — Невероятно уменьшившаяся женщина / The Incredible Shrinking Woman
- 1981—1986 — Династия / Dynasty
- 1988 — Ужас подземелья / Cellar Dweller

## Личная жизнь
В начале 1970-х Беллвуд вышла замуж за писателя Питера Беллвуда. В 1984 году она вышла замуж за фотографа Ника Уиллера.